# Antonio Ripa
Juan Antonio Ripa Blanque (Tarazona, bautizado el 27 de diciembre de 1721 - Sevilla, 3 de noviembre de 1795) fue un compositor aragonés, sacerdote y maestro de capilla.

## Biografía
Estudió en la capilla de Tarazona, en cuyo coro estuvo de niño. En 1746 fue nombrado maestro de capilla de la Catedral de Tarazona. En 1753 obtuvo el mismo nombramiento en la  Catedral de Cuenca. En 1758 fue nombrado maestro de capilla del Monasterio de las Descalzas Reales (Madrid), en esta fecha firma la censura de la obra del Padre Soler Clave de la modulación. En 1768 fue nombrado maestro de capilla en la Catedral de Sevilla, cargo que desempeñó durante más de 20 años, hasta su jubilación. El 13 de junio de 1789, el Cabildo le concedió la jubilación “con todos sus sueldos y preeminencias”, siendo sucedido por Domingo Arquimbau que tomó posesión del cargo en 1790.

## Obra

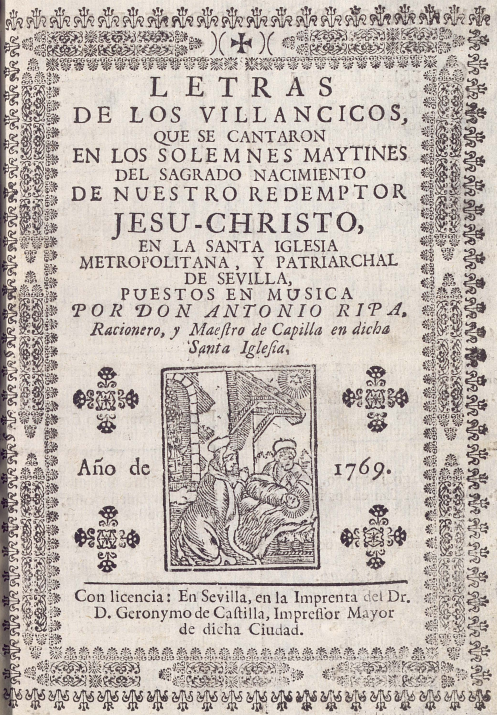
File:Letras de los villancicos, que se cantaron en los solemnes maytines del sagrado nacimiento de nuestro redemptor Jesu-Christo, en la Santa Iglesia Metropolitana y Patriarchal de Sevilla (c. 1769)

Compuso una gran cantidad de música religiosa, de la que se  conserva mucha en la catedral de Sevilla, consistente en misas, vísperas, completas, motetes, un oficio de difuntos y villancicos.
Miguel Hilarión Eslava, en el primer volumen de la segunda serie de la Lira Sacro-Hispana, publicó una misa a 8 voces 2 coros y un Stabat Mater, también a 4 voces en 2 coros.

## Discografía
- Música en la Catedral de Sevilla. Antonio Ripa (1718-1795). Orquesta Barroca de Sevilla. Director Enrico Onofri, 2014.